# جون جوزيف وودز
جون جوزيف وودز (بالإنجليزية: John Joseph Woods)‏ هو ملحن وكاتب أغاني نيوزلندي، ولد في 1849 في Van Diemen's Land ‏، وتوفي في 1934 في Lawrence, New Zealand ‏ في نيوزيلندا.

## وصلات خارجية
- جون جوزيف وودز على موقع ميوزك برينز (الإنجليزية)